# Mołomotki-Dwór
Mołomotki-Dwór [mɔwɔˈmɔtki ˈdvur] est un village polonais de la gmina de Repki dans le powiat de Sokołów et dans la voïvodie de Mazovie, au centre-est de la Pologne.